# Maurice Janet
Maurice Janet (1888 – 1983) foi um matemático francês.  Foi professor da Universidade de Caen e depois da Segunda Guerra Mundial na Sorbonne.

## Vida e obra
Em 1912 como estudante visitou Göttingen.
Em 1948 foi presidente da Société Mathématique de France.
Foi um amigo do matemático Ernest Vessiot. Janet foi palestrante convidado do Congresso Internacional de Matemáticos em Toronto (1924: Sur les systèmes linéaires d´hypersurfaces), Zurique (1932: Détermination explicite des certains minima) e Oslo (1936: Sur les systèmes des deux équations aux dérivées partielles à deux fonctions inconnues).

## Obras
- Sur les systèmes d'équations aux dérivées partielles, Paris : Gauthier-Villars et Cie, 1920
- Les systèmes d'équations aux dérivées partielles, Paris : Gauthier-Villars, 1927
- Leçons sur les systèmes d'équations aux dérivées partielles, Paris : Gauthier-Villars, 1929
- Cours de calcul différentiel et integral, Band 1, Notions fondamentales, dérivées, aris : Centre de documentation universitaire, 1934
- Cours d'analyse supérieure : équations intégrales et apllications à certains problèmes de la physique-mathématique / Maurice Janet / Paris : Centre de documentation universitaire, 1935
- Notice sur les travaux scientifiques, Paris : Gauthier-Villars, 1937
- Equations intégrales et applications à certains problèmes de la physique mathématique, Paris : Gauthier-Villars, 1941
- Les Invariants intégraux: Applications à la mécanique céleste, Paris : Centre de Documentation Universitaire, 1954
- Précis de calcul matriciel et de calcul opérationnel, Paris : Presses universitaires de France, 1954
- Harmonics and spectra, Volterra´s ideas, Fredholm´s equation, Hilbert space, Classical Physics and Modern Physics, in Francois Le Lionnais, Great Currents of Mathematical Thought, 1962, Dover 1971